# Uci Bing Slamet
Rachael Lusiana, más conocida como Uci Slamet Bing (8 de febrero de 1963), es una actriz, cantante y comediante indonesia. Es hija de uno de los cantantes famosos en la década de 1970 Bing Slamet. También tiene dos hermanos que siguió los pasos de su padre Adi Bing Slamet y Iyut Bing Slamet. UCI tienen un hijo llamado Galih Satria Permadi, que lo tuvo con Gito Rollies.

## Canciones
- Bukit Berbunga (ciptaan Yonas Pareira)
- Oh Jejaka
- Asmaraku
- Cemara di Bukit Damai (ciptaan Eric Van Houten)
- Masalah Cinta
- Sirna Ditelan Masa
- Oh Teman
- Untuk Mama
- Surat Bersampul Biru
- Menanti Cinta
- Sejuta Rasa
- Selimut Cinta

## Filmografía
- Kisah Cinta Tommi dan Jerri (1980; bermain dengan Rano Karno)
- Dr. Karmila (1981); bermain dengan Tanty Yosepha)
- Biarkan Aku Cemburu (1988)
- Pengakuan (1988)
- Semua Sayang Kamu (1989)
- Ibuku Malang Ibuku Tersayang (1990)
- Pendekar Cabe Rawit (1990)
- Menerjang Prahara di Komodo (1991)
- Ketika Senyummu Hadir (1991)

## Sinetron
- Sebiasa
- Sebening Air Mata
- Norak Tapi Beken
- Wulan
- Bunga Malam
- Hidayah
- Jangan Menagis Adinda
- Cinta Indah
- Zahra
- Hafizah